# Wolf Marschall von Altengottern
Wolf Rudolf Freiherr Marschall von Altengottern (Lyck, 26. rujna 1855. – Altengottern, 20. studenog 1930.) je bio njemački general i vojni zapovjednik. Tijekom Prvog svjetskog rata zapovijedao je Korpusom Marschall i Gardijskim pričuvnim korpusom na Istočnom i Zapadnom bojištu. 

## Vojna karijera
Wolf Marschall von Altengottern rođen je 26. rujna 1855. u Lycku. Marschall je u prusku vojsku stupio kao kadet u rujnu 1875. godine služeći u 12. husarskoj pukovniji. Od listopada 1880. do srpnja 1883. pohađa Prusku vojnu akademiju nakon čega služi u jednoj od pukovnija Gardijskog korpusa. U travnju 1885. promaknut je u poručnika, dok od srpnja 1887. služi kao pobočnik u 1. gardijskoj konjičkoj brigadi. U travnju 1902. postaje načelnikom stožera VI. korpusa smještenog u Breslau, dok u rujnu 1906. dobiva zapovjedništvo nad 17. konjičkom brigadom.

## Prvi svjetski rat
Na početku Prvog svjetskog rata Marschall služi u Glavnom stožeru, da bi u studenom 1914. postao zapovjednikom 3. gardijske pješačke divizije koja se nalazila na Istočnom bojištu. S navedenom divizijom sudjeluje tijekom zime u borbama na rijeci Bzuri, da bi u veljači 1915. postao zapovjednikom Korpusa Marschall. Navedeni korpus formiran je na južnom dijelu Istočnog bojišta, te je držao položaje u Bukovini. U travnju 1916. Marschall postaje zapovjednikom Gardijskog pričuvnog korpusa koji je nastao preimenovanjem Korpusa Marschall. Navedeni korpus je premješten na Zapadno bojište, te je istim Marschall zapovijedao do kraja rata.

## Poslije rata
Nakon potpisivanja primirja Marschall 19. studenog 1918. postaje zapovjednikom 4. armije zamijenivši na tom mjestu Friedricha Sixta von Arnima. Marschall zapovijeda povratkom armije natrag u Njemačku, te se nakon toga na vlastiti zahtjev 30. prosinca 1918. umirovljuje.
Wolf Marschall von Altengottern preminuo je 20. studenog 1930. godine u 75. godini života u Altengotternu.

## Vanjske poveznice
(eng.) Wolf Marschall von Altengottern na stranici Prussianmachine.com

(njem.) Wolf Marschall von Altengottern na stranici Deutschland14-18.de  Arhivirana inačica izvorne stranice od 4. ožujka 2016. (Wayback Machine)